# アルセン・アバコフ
- アルセン・アヴァコフ
- アルセン・アバコフ

アルセン・ボリソヴィチ・アバコフ (ウクライナ語: Арсен Борисович Аваков) は、ウクライナの政治家。ウクライナ第11代内務大臣。

## 経歴
アヴァコフは1964年1月2日、アゼルバイジャン・ソビエト社会主義共和国レスルザドにて誕生した。アルメニア出身ではあるが1966年以降ウクライナに永住している。
1988年にハルキウ工科大学を卒業し、自動制御システムの学位を取得し、システムエンジニアの資格を取得した。
2004年のウクライナ大統領選挙運動中、彼は大統領候補のヴィクトル・ユシチェンコのハルキウ本部の副本部長、およびハルキウ地域の「民族救済委員会」の第一副委員長を務めた。

### ハルキウ州知事
2005年2月4日、ウクライナ大統領令により、ハルキウ州知事に任命された。
2010年2月9日、ヴィクトル・ヤヌコーヴィチ大統領が大統領選挙に勝利した2日後、アヴァコフはウクライナ公務員法第31条第3項を理由にハリコフ州知事を解任された。

### 2010年〜2013年
2010年4月21日、全ウクライナ連合「祖国」に入党し、総裁であるユリア・ティモシェンコからの地域組織の長への就任の申し出を受け入れた。同時にアバコフは同党の政治評議会のメンバーである。2010年10月、ハルキウ市長に立候補し、29.46%の得票を得たがヘンナディ・ケルネスに敗れた。アバコフはこの選挙に不正があったと主張した。
2012年12月まで、ウクライナでの刑事訴追によりイタリアにて政治亡命していた。
2012年ウクライナ最高議会選挙の結果、全ウクライナ連合「祖国」の名簿上でウクライナ国会議員に選出された。

### ウクライナ内務大臣
2014年2月21日、ウクライナ最高会議はアルセン・アバコフを内務大臣代行に任命し、27日には正式に内務大臣に任命した。アバコフは就任直後、ウクライナ内務省の指導部にウクライナ史上初めて「右派セクター」とマイダン防衛隊の代表者が含まれることになると述べた。
アバコフは、最初の100日間の大臣としての活動の主な業績として、ハルキウでの分離主義行動の阻止、ウクライナ国家親衛隊の復活、 2014年ウクライナ大統領選挙中の警察の活動の成功を挙げた。
8月26日、アバコフは新たな政党「人民戦線党」の設立を発表した。9月10日、彼はこの党の軍事評議会に加わった。
2014年12月2日、ウクライナ最高会議の「ペトロ・ポロシェンコ・ブロック」、「人民戦線党」、「自立」、「祖国」による連合が新政府草案を作成し、アルセン・アバコフが内務大臣に留任した。最高会議は288票でこの政府構成を採択した。
2016年4月14日に第2次ヤツェニュク政権が辞任し、ウォロディミル・グロイスマン率いる新政権が発足した後、アバコフはウクライナ内務大臣に留任した。
2017年10月1日、元内務副大臣であり現内務大臣顧問のアントン・ヘラシチェンコは、2014年にペトロ・ポロシェンコがウクライナ大統領に選出されて以来、アバコフ内務大臣とポロシェンコ大統領の間に対立があったと述べた。ヘラシチェコンコによると、アバコフはポロシェンコの「法執行機に対するすべての権力を自分の手に集中させたいという願望」を「危険な前例」とみなしている。
2017年6月30日、ウクライナ国家親衛隊のクルチツキー大隊（軍事部隊3066）の上級軍曹で分隊長のヴィタリー・マルキフが、 2014年5月にスラヴャンスクでフォトジャーナリストのアンドレア・ロッケリとロシア人アンドレイ・ミロノフが死亡した事件に関与した疑いでイタリアで拘留された。マルキフ逮捕直後、アバコフは国家親衛隊兵の無罪、裁判所の偏見、ロシアが偽造した偽の証拠の使用を主張した。2017年から2020年にかけてのマルキフ事件の裁判中、アヴァコフは裁判の進行を監督し、イタリア大使館と繰り返し会談し、弁護士の仕事を支援し（一部の情報源によると、弁護士に報酬を支払った）、パヴィア市とミラノ市でのすべての法廷審問に出席した。アヴァコフは、ヴィタリー・マルキフに対するすべての告訴を取り下げたミラノ控訴院の会合にも出席した。最終会合の終わりに、アヴァコフ大臣はマルキフの即時釈放を申請し、同日夜には自ら費用を負担してチャーター便でキーウ行きの飛行機を手配した。マルキフが拘留された2017年6月30日の初日から2020年11月3日の釈放まで、アヴァコフ内務大臣は一貫した立場をとった。
アバコフは、新たに就任したウォロディミル・ゼレンスキー大統領の提案により、内務大臣に留任した。彼は、 2019年8月29日の最高議会のウクライナ閣僚会議の新構成で承認された。その時点で、アバコフは2014年のウクライナの政権交代後に任命され、その職を失わなかった唯一の大臣であった。
2020年3月、アバコフはホンチャルク内閣の後任となったシュミハリ内閣でも内務大臣を留任した。
2021年7月13日、アルセン・アバコフは辞表を提出し、2021年7月15日にウクライナ最高議会で承認された。
アヴァコフは、オレクサンドル・トゥルチノフ大統領代行、ペトロ・ポロシェンコ大統領、ウォロディミル・ゼレンスキー大統領の下で、2014年2月24日から2021年7月15日までウクライナの内務大臣を務めた。アバコフはウクライナ内閣の、第1次ヤツェニューク内閣、第2次ヤツェニューク内閣、グロイスマン内閣、ホンチャルーク内閣、シュミハリ内閣での5つの構成のメンバーであった。アバコフの任期は7年4ヶ月21日で、独立したウクライナの歴史上、内閣で最も長い任期であった。
2022年6月9日、レジオンドヌール勲章をフランス大統領の代理として駐ウクライナフランス特命全権大使エティエンヌ・ド・ポンサンより授与された。